# Ma Ning (hockey sur gazon)
Pour les articles homonymes, voir Ma Ning.
Ma Ning est une joueuse de hockey sur gazon chinoise évoluant au poste de défenseur.

## Biographie
Ning est née le 29 septembre 2000 en Chine.

## Carrière
Elle a fait ses débuts en équipe nationale en décembre 2021 pour concourir au Champions Trophy d'Asie à Donghae,.

## Palmarès
- : 3e aux Jeux olympiques de la jeunesse en 2018.
- : 3e au Champions Trophy d'Asie en 2021.